# Gryon ancinla
Gryon ancinla is een vliesvleugelig insect uit de familie van de Scelionidae. De wetenschappelijke naam van de soort werd voor het eerst geldig gepubliceerd in 1996 door Kozlov en Le.